# لين هو
لين هو (بالصينية: 林虎)‏ هو سياسي صيني، ولد في 26 ديسمبر 1927 في هاربن في الصين، وتوفي في 3 مارس 2018 في بكين في الصين. نشط حزبياً في الحزب الشيوعي الصيني. وقد انتخب عضو مجلس الشعب الصيني ‏ خلال فترته النيابية ‏.